# Hertha Wiegand

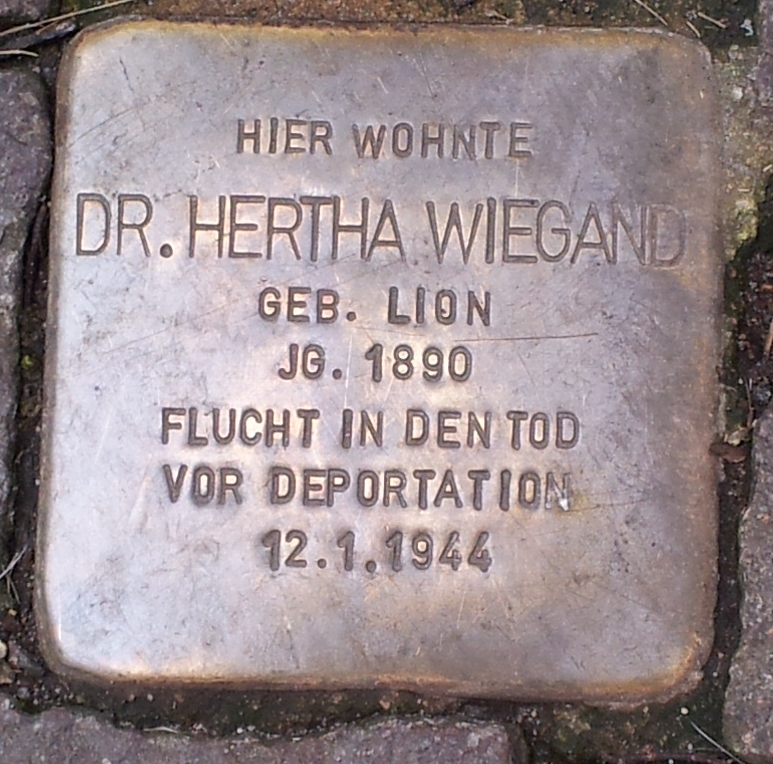
Stolperstein für Hertha Wiegand

Hertha Wiegand (* 6. Juli 1890 in Ettenheim; † 12. Januar 1944 in Karlsruhe) war eine deutsche Ärztin und Opfer des Holocaust.

## Leben
1909 war Hertha Wiegand, geborene Lion, eine der ersten Abiturientinnen am Realgymnasium in Ettenheim. Anschließend studierte sie Medizin in München, Freiburg im Breisgau und Heidelberg. Im Ersten Weltkrieg arbeitete sie von 1914 bis 1915 als Assistenzärztin an der Heilanstalt Grafenberg bei Düsseldorf und behandelte dort im angeschlossenen Lazarett auch Soldaten, die durch die Detonation von Granaten traumatisiert worden waren. Zu diesem Thema verfasste sie auch ihre Dissertation. 1915 heiratete sie den evangelischen Christen Otto Wiegand, ebenfalls Arzt, mit dem sie 1919 eine gemeinsame Praxis in Offenburg eröffnete, die sie nach dem Tod ihres Mannes alleine weiterführte. 1920 wurde die gemeinsame Tochter Dorothea, verheiratete Siegler-Wiegand (1920–2012), geboren.
Nach 1933 erhielt Hertha Wiegand Berufsverbot, wegen ihrer „privilegierten Mischehe“ wurde sie jedoch zunächst von der Deportation verschont. Am 10. Januar 1944 wurde sie jedoch in den Deportationszug in das KZ Theresienstadt gesetzt, wo sie eine Überdosis Schlaftabletten nahm und zwei Tage später in einem Karlsruher Krankenhaus starb.
In Offenburg wurden eine Straße sowie eine Abteilung des Klinikums nach Hertha Wiegand benannt. 2003 wurde in Offenburg ein Stolperstein für sie verlegt, der jedoch gestohlen wurde und 2013 neu verlegt werden musste.

## Werke
- Über Granatkommotionsneurosen, Freiburg i. Br.: Speyer & Kaerner 1915 (Freiburg i. B., Univ., Diss., 1915)